# Julio Antonio Hernández Barros
Julio Hernández Barros  (Ciudad de México, 22 de agosto de 1966) Es un abogado,  activista y defensor de Derechos Humanos.  Hernández Barros fue miembro del comité redactor de la “Ley General de Víctimas”. También participó en la elaboración del paquete de reformas a la Ley General de Víctimas que visibilizaron por primera vez a las víctimas en México. El Senado de la República lo designó como Comisionado Ejecutivo de Atención a Víctimas y fue el último presidente colegiado de este órgano

## Estudios
Licenciado en Derecho, egresado con mención honorífica de la Universidad Iberoamericana, presentando la tesis “El Genocidio en la Teoría Finalista de la Acción”; también es diplomado en Delitos, Procedimientos Penales y Ejecución de Sanciones por la misma Universidad. Es Especialista en Derecho Penal por la Universidad de Salamanca, España y Maestro y doctor en derecho por el Centro de Estudios en Postgrado en Derecho.

## Actividades Académicas
El Dr. Hernández Barros es Profesor de la Universidad Iberoamericana  de la cátedra de Derecho Penal, reparación del daño y victimología desde hace casi 25 años, en donde ha sido reconocido con el Diploma y la Medalla al Mérito Universitario Ha sido Profesor de la Universidad Nacional Autónoma de México de las cátedras de Derecho Penal, Derecho Procesal Penal y Victimologia, de la Universidad Panamericana, la Universidad La Salle y  Universidad Anáhuac del Sur. Es catedrático  de la Maestría en Criminología del Instituto Nacional de Ciencias Penales (INACIPE), y  catedrático  del Instituto Nacional de Administración Pública, además, es profesor de técnicas de Litigación Oral en la Universidad de Emory en Atlanta, Estados Unidos y para el Ministerio de Justicia en Ecuador.

## Publicaciones
Ha escrito en coautoría los libros “La Violencia Intrafamiliar en la Legislación Mexicana" (Editorial Porrúa);  “Propuestas de Reformas Constitucionales” (Editorial Themis). "Diagnóstico y Propuestas Sobre los Sistemas de Impartición de Justicia en México” (Editorial Themis); "Los Derechos Humanos en la Constitución" que editan la Suprema Corte de Justicia de la Nación y el Instituto de Investigaciones Jurídicas de la UNAM, además de Diversas publicaciones en revistas especializadas y diarios de circulación nacional.
Entre los artículos escritos por el autor está: "Con la Ley General de Víctimas Todos Ganamos" publicado en la Revista "El Mundo del Abogado el 4 de junio de 2012; "Ley General de Víctimas, una cuestión de Palabra" publicada en el Periódico Universal el 10 de enero de 2013; "Ley General de Víctimas. Improcedencia del veto presidencial"; y el debate con el entonces Consejero Jurídico del Presidente Calderón, Miguel Alessio Robles quien fuera uno de los principales detractores de la Ley General de Víctimas.

## La Ley General de Víctimas
Con la muerte del hijo del poeta Javier Sicilia a manos de la delincuencia organizada, y por la enorme relación que Hernández Barros tenía con Sicilia y con su hijo Juan Francisco, asume la coadyuvancia en las investigaciones que culminan con la detención de más de 20 personas que se encuentran en proceso y encarcelados en una prisión federal. Derivado de este hecho, Julio Hernández Barros se abocó representando al  Movimiento por la Paz con Justicia y Dignidad en la redacción de una "Ley General de Víctimas" que trajera una mejor condición a las víctimas y respetara su dignidad, comenzando el proyecto en el Instituto Nacional de Ciencias Penales (INACIPE) que posteriormente es acogido por el Senado de la República.

### El Camino de la Ley General de Víctimas"
La Ley General de Víctimas fue publicada el 9 de enero de 2013, como resultado de un proceso que comienza en el  Instituto Nacional de Ciencias Penales en donde se redactó un documento con la idea de ser un ejemplo en el mundo respecto el tratamiento digno a las víctimas.
De esta manera, el 25 de abril, el Senado aprobó por unanimidad la Ley General de Víctimas, y en su última sesión ordinaria, la 61 Legislatura, por unanimidad y sin realizar ninguna observación a la minuta del Senado,  la Cámara de Diputados aprobó la Ley General de Víctimas, por lo que fue enviada al Ejecutivo para su promulgación.
El miércoles 20 de junio, la Secretaría de Gobernación informó a la Comisión Permanente que estaba analizando el contenido de la Ley General de Víctimas para continuar con el proceso legislativo. Esto luego de que el 6 de junio, el pleno solicitó a la Secretaría de Gobernación que informara sobre el estado de la publicación de la ley.
Sin embargo, el 1 de julio, el Ejecutivo Federal vetó el proyecto legislativo, devolviendo a la Cámara de Diputados la Ley General de Víctimas aduciendo la existencia de inconsistencias y errores que la hacía inoperante. 
Finalmente el día 11 de julio, la Comisión Permanente del Congreso de la Unión aprobó por unanimidad regresar las observaciones que el Ejecutivo Federal hizo al decreto de la Ley General de Víctimas, debido a que estas se hicieron en forma extemporánea y ordenó la publicación inmediata de esta legislación, ya promulgada en el Diario Oficial de la Federación. 
En lugar de acatar la determinación legislativa, el entonces presidente Felipe Calderón promovió una “Controversia Constitucional” ante la Suprema Corte de Justicia de la Nación, contra la instrucción del Congreso de publicar la Ley.
Ante este sombrío panorama el propio día de su toma de protesta el Presidente Enrique Peña Nieto, se comprometió a desistirse de la controversia constitucional y ordenar la publicación de la Ley General de Víctimas cuestión que ocurrió el 9 de enero pasado.

### Ejes fundamentales de la Ley General de Víctimas
La ley General de Víctimas,  crea responsabilidades compartidas no sólo a los tres órdenes de gobierno y los tres poderes de la Unión, sino a un sinnúmero de entidades e instituciones para su labor conjunta en pro de la salvaguarda de los derechos victimales.
Conforme al texto aprobado de la Ley, Todas las víctimas deben de ser atendidas. Las víctimas de la delincuencia habitual, del crimen organizado, de las violaciones a los derechos humanos
Esta Ley establece y coordina los mecanismos y componentes necesarios para explicar, promover, difundir, respetar, proteger y garantizar  el ejercicio efectivo de los derechos de las víctimas, vinculando a todas las autoridades en el ámbito de sus distintas competencias para que cumplan con sus obligaciones en este trascendental tema.
A través Ley, se procura garantizar que las víctimas no sólo de delito sino también de la violación de derechos humanos, sean respetadas en su esfera de derechos tanto reconocidos por la Constitución, como por la normatividad internacional en la materia.   
La ley establece los derechos de las víctimas que reclaman  ayuda, asistencia y atención, abarca también al derecho de acceso a la justicia, a la verdad y a la reparación integral y establece las medidas de ayuda inmediatas y humanitarias en el orden de la salud, alojamiento y alimentación, así como en materia funeraria y de transporte, determina las medidas de protección y asesoría jurídica y hace énfasis en las víctimas que tienen una especial condición de vulnerabilidad.
Es sumamente relevante para este documento legislativo, que el estado garantice el restablecimiento en el ejercicio pleno de los derechos de la víctima, y que promueva la superación de esa condición, a través de medidas de salud, educación, economía y desarrollo, además de las que traten de la procuración y administración de justicia.
El término de reparación integral a través de medidas individuales y colectivas se incorpora a la Ley,  como la vía a través de la cual la víctima encuentra satisfacción a sus requerimientos de justicia que permitan alcanzar una vida digna.
A través de Ley General de Víctimas, aprobada por unanimidad pos ambas Cámaras, se crea la Asesoría Jurídica Federal, y la figura del abogado victimal que en forma gratuita asistirá y asesorará a la víctima, representándola de manera integral en todos los procedimientos y juicios en los que sea parte, para garantizar la debida defensa de sus derechos.
Esta Ley incorpora también el Sistema Nacional de Víctimas, máxima institución en la materia en nuestro país, el cual establece, regula y supervisa las directrices, planes, programas, proyectos, acciones, y demás políticas públicas que se implementan para la protección, ayuda, asistencia, atención, acceso a la justicia y reparación integral a las víctimas, en los ámbitos federal, estatal y municipal.
Este sistema contará con una Comisión  Ejecutiva que dará certeza y garantizará la coordinación interinstitucional, para que se faciliten condiciones dignas, integrales y efectivas para la atención y asistencia de las víctimas.
A través del Registro Nacional de Víctimas, que también es creación de este instrumento legislativo, se procura que todas las víctimas tengan acceso oportuno y efectivo a las medidas de ayuda, atención y reparación integral previstas en la ley.
La solvencia de todas las operaciones de ayuda, atención y reparación integral, así como las garantías de no repetición, estarán a cargo del Fondo de Ayuda, Asistencia y Reparación Integral, quien será el encargado de brindar los recursos necesarios para estos fines.
Aquí se pueden encontrar más datos sobre la relevancia de la Ley General de Víctimas

## Conferencias
Conferencista en diversas universidades, institutos, dependencias, etc. a lo largo del territorio nacional, y en el extranjero, exponiendo siempre temas relacionados con el Derecho Penal, entre las que se destacan:
	* Suprema Corte de Justicia de la Nación
	* Consejo de la Judicatura Federal
	* Instituto de la Defensoría Pública Federal
	* Comisión Nacional de Derechos Humanos
	* Comisión de Derechos Humanos del Distrito Federal
	* Comisión de Derechos Humanos del Estado de Sinaloa
	* Comisión de Derechos Humanos del Estado de Hidalgo
	* Gobierno del Estado de Guanajuato
	* Senado de la República
	* Instituto Belisario  Domínguez de la Cámara de Senadores
	* Academia Mexicana de Jurisprudencia y Legislación
	* Ilustre y Nacional Colegio de Abogados
	* Barra Mexicana Colegio de Abogados
	* Universidad la Salle (Bajío)
	* Universidad la Salle (Pachuca)
	* Universidad Iberoamericana
	* Universidad Nacional Autónoma de México
	* Consejo de la Judicatura de Ecuador
	* Universidad Emory en Atlanta, Estados Unidos
	* Embajada de los Estados Unidos de América
	* INACIPE
	* INAP
	* ABA Rule of Law Initiative, American Bar Association
	* Universidad de Estudios en Posgrado en Derecho